# Liste der Kulturdenkmäler in Thaleischweiler-Fröschen
In der Liste der Kulturdenkmäler in Thaleischweiler-Fröschen sind alle Kulturdenkmäler der rheinland-pfälzischen Ortsgemeinde Thaleischweiler-Fröschen aufgeführt. Grundlage ist die Denkmalliste des Landes Rheinland-Pfalz (Stand: 14. Dezember 2023).

## Denkmalzonen
| Bezeichnung                          | Lage                                      | Baujahr                     | Beschreibung | Bild                           |
| ------------------------------------ | ----------------------------------------- | --------------------------- | --- | ------------------------------ |
| Denkmalzone Bahnhof Pirmasens Nord   | östlich des Ortes an der B 270 Lage       | 1938/39                     | 1875 Umsteigebahnhof „Biebermühle“ zur Anbindung von Pirmasens an die Bahnstrecke Landau–Zweibrücken; 1904/13 Zweigbahn von Biebermühle nach Kaiserslautern; 1934–39 in Zusammenhang mit dem Bau der Westbefestigung Ausbau zum Eisenbahnknotenpunkt „Pirmasens Nord“ der Bahnlinien Landau–Zweibrücken und Pirmasens–Kaiserslautern; Empfangsgebäude, ehemalige Güterhalle mit Laderampe, drei Bahnsteige mit Überdachung (bauzeitliche Stahlstützen und Unterkonstruktion), ehemalige Bahnmeisterei (jetzt Wohnhaus) und elektromechanische Stellwerke Psf und Pss, 1938/39 | weitere Bilder Fotos hochladen |
| Denkmalzone Burgruine Steinenschloss | östlich des Ortes auf dem Schloßberg Lage | Anfang des 12. Jahrhunderts | Anfang des 12. Jahrhunderts gegründet, Ende des 12. Jahrhunderts abgebrannt; ursprünglicher Name unbekannt, Ringmauer der Unterburg, Stumpf des Bergfrieds der Oberburg, Mauerreste des Palas | weitere Bilder Fotos hochladen |
| Denkmalzone Rosselmühle              | nordwestlich des Ortes an der L 475 Lage  | ab 1834                     | Mühlenanwesen - Wohnhaus, bezeichnet 1834 - Mühlengebäude, um 1900, mit Mühlentechnik, Wasserrad und Mühlgraben - Schuppen, altes Wohnhaus und Scheune | BW                             |

## Einzeldenkmäler
| Bezeichnung                           | Lage                                  | Baujahr                            | Beschreibung | Bild                           |
| ------------------------------------- | ------------------------------------- | ---------------------------------- | --- | ------------------------------ |
| Friedhofskreuz und Kriegerdenkmal     | Friedhofstraße, auf dem Friedhof Lage | ab 1875                            | Friedhofskreuz, bezeichnet 1875; Kriegerdenkmal 1914/18 | Fotos hochladen                |
| Wohnhaus                              | Fröschener Straße 33 Lage             | um 1920/30                         | stattlicher Walmdachbau, Reformarchitektur, um 1920/30 | weitere Bilder Fotos hochladen |
| Dorfgemeinschaftshaus                 | Hauptstraße 1 Lage                    | 1883                               | ehemaliges Forsthaus; eineinhalbgeschossiger spätklassizistischer Putzbau, 1883 | weitere Bilder Fotos hochladen |
| Wohnhaus                              | Hauptstraße 4 Lage                    |                                    | Fachwerkhaus, verputzt | Fotos hochladen                |
| Wohnhaus                              | Hauptstraße 27 Lage                   | 1838                               | Krüppelwalmdachbau in Ecklage, Freitreppe, 1838 | Fotos hochladen                |
| Evangelische Pfarrkirche              | Hauptstraße 59 Lage                   | zweite Hälfte des 13. Jahrhunderts | Saalbau, bezeichnet 1619 und 1620, Unterbau des Westturms sowie Teile der Wände und Arkaden des Vorgängerbaus, zweite Hälfte des 13. Jahrhunderts; Gesamtanlage mit Kirchhof mit Grabsteinen des 18. und 19. Jahrhunderts und Pfarrhaus | weitere Bilder Fotos hochladen |
| Evangelisches Pfarrhaus               | Hauptstraße 61 Lage                   | um 1920/30                         | Putzbau, teilweise expressionistische Details, um 1920/30 | weitere Bilder Fotos hochladen |
| Katholische Pfarrkirche St. Margareta | Marienstraße 4 Lage                   | 1928–31                            | romanisierender Saalbau, 1928–31, Architekt Albert Boßlet, Würzburg | weitere Bilder Fotos hochladen |
| Kriegerdenkmal                        | Pirmasenser Straße, bei Nr. 10 Lage   |                                    | Kriegerdenkmal 1914/18 | weitere Bilder Fotos hochladen |
| Meisenbacher Kapelle                  | westlich des Ortes Lage               |                                    | Ruine der Cyriakuskapelle, Mauerreste eines spätgotischen Saalbaus | weitere Bilder Fotos hochladen |